# Tour d'Italie 2012
La 95e édition du Tour d'Italie a eu lieu du 5 au 27 mai 2012. Pour la première fois dans l’histoire de l’épreuve, la course s’est élancée du Danemark, dans la ville de Herning. L’arrivée s’est tenue à Milan après 21 étapes.

## Présentation
Le dossard 108, qui aurait dû être porté par le Canadien Svein Tuft est retiré en hommage à Wouter Weylandt, mort sur les routes du Tour d'Italie 2011 avec ce même dossard,.

### Parcours
Ce Giro débute par un prologue à Herning, au Danemark, puis deux étapes de plaine. Après un transfert vers l'Italie, les coureurs disputeront un contre-la-montre par équipes de 32 km. Ensuite, le parcours alternera étapes de plaines, étapes vallonnées et de moyennes montagnes. Après cela, les coureurs feront face à deux étapes de hautes montagnes, ponctuées d'arrivées aux sommets, avant deux étapes de plaines, entrecoupées d'une étape de montagne. Enfin, ce Giro se terminera de façon décisive, avec deux grosses étapes de montagnes avec arrivées aux sommets et le contre-la-montre final,,.

### Équipes
L'organisateur RCS Sport a communiqué la liste des équipes invitées le 10 janvier 2012,. 22 équipes participent à ce Tour d'Italie – 18 ProTeams et 4 équipes continentales professionnelles :
| ProTeams (18)- AG2R La Mondiale - Astana - BMC Racing Team - Euskaltel-Euskadi - FDJ-BigMat - Garmin-Barracuda - Katusha Team - Lampre-ISD - Liquigas-Cannondale - Lotto-Belisol - Movistar Team - Omega Pharma-Quick Step - Orica-GreenEDGE - Rabobank - RadioShack-Nissan - Saxo Bank - Sky - Vacansoleil - DCM Équipes continentales professionnelles (4)- Androni Giocattoli-Venezuela - Colnago-CSF Inox - Farnese Vini-Selle Italia - NetApp |
| |

### Favoris
Pour cette édition plus ouverte que les précédentes , trois anciens vainqueurs italiens sont présents sur ce Tour d'Italie, Michele Scarponi, lauréat l'an dernier, son coéquipier Damiano Cunego pour l'équipe Lampre-ISD et Ivan Basso pour la Liquigas-Cannondale. Quatre autres grands coureurs sont aussi parmi les favoris, il s'agit de l'Espagnol Joaquim Rodríguez (Katusha), du Tchèque Roman Kreuziger (Astana) respectivement 4e et 5e l'an passé, ainsi que du Canadien Ryder Hesjedal (Garmin-Barracuda), et du Luxembourgeois Fränk Schleck (RadioShack-Nissan).
Les autres concurrents mentionnés pour le classement général sont l'Italien Domenico Pozzovivo (Colnago-CSF Inox), le Vénézuélien José Rujano (Androni Giocattoli-Venezuela), le Français John Gadret (AG2R La Mondiale), troisième en 2011 et l'Espagnol Mikel Nieve (Euskaltel-Euskadi), 10e l'an passé. L’Italien Marco Pinotti, leader de l'équipe BMC Racing, vise une place parmi les dix premiers.

## Récit de la course

### 5-7 mai: le Giro au Danemark
Taylor Phinney (BMC Racing) remporte le contre-la-montre inaugural, 9 secondes devant Geraint Thomas (Sky). Le Danois Alex Rasmussen (Garmin-Barracuda) complète le podium à domicile, à 13 secondes du vainqueur du jour, qui devient le troisième Américain à endosser le maillot rose. Parmi les candidats à la victoire finale, Ryder Hesjedal (Garmin-Barracuda) et Roman Kreuziger (Astana) s'en sortent le mieux, en terminant 17e à 19 secondes et 28e à 36 secondes. Ivan Basso (Liquigas-Cannondale) et Joaquim Rodríguez (Katusha) terminent respectivement 35e à 39 secondes et 44e à 43 secondes. Domenico Pozzovivo (Colnago-CSF Inox), Fränk Schleck (RadioShack-Nissan), Damiano Cunego et Michele Scarponi (Lampre-ISD) et José Rujano (Androni Giocattoli-Venezuela) pointent aux alentours de la minute, John Gadret (AG2R La Mondiale) à 1 minute 16 secondes et Mikel Nieve (Euskaltel-Euskadi) à 1 minute 19 secondes. Le lendemain, Mark Cavendish (Sky) s'impose au sprint devant Matthew Goss (Orica-GreenEDGE) et Geoffrey Soupe (FDJ-BigMat). Il s'empare ainsi du maillot rouge. Aucun changement significatif n'est à signaler au classement général : Taylor Phinney conserve le maillot rose, malgré un saut de chaine à 8 kilomètre de l'arrivée. Lors de la 3e étape, Roberto Ferrari (Androni Giocattoli-Venezuela) est l'auteur d'un sprint dangereux, envoyant à terre Cavendish et Phinney notamment. Matthew Goss remporte l'étape, en devançant Juan José Haedo (Saxo Bank) et Tyler Farrar (Garmin-Barracuda), et s'empare du maillot rouge. La journée avait commencé par un hommage à Wouter Weylandt, mort lors de la 3e étape du Giro précédent, et au maire d'Horsens, mort d'un arrêt cardiaque la veille.

### 9-10 mai: Navardauskas en rose grâce au chrono par équipes
Les Garmin-Barracuda s’adjugent le contre-la-montre par équipes, malgré la défaillance d'Alex Rasmussen, permettant ainsi à Ramūnas Navardauskas d'endosser le maillot rose, devant trois de ses coéquipiers. L'équipe Katusha, deuxième à 5 secondes, permet à Joaquim Rodríguez, d'être désormais 10e du classement général à 30 secondes. La formation Astana, troisième à 22 secondes, et les neuf équipes suivantes se tiennent en douze secondes. Le lendemain, les formations Liquigas-Cannondale et Astana accélèrent à 20 kilomètres de l'arrivée. L'opération ne piège aucun coureur visant le classement général, mais quelques sprinteurs et rouleurs. Mark Cavendish (Sky) s'impose au sprint, en devançant Matthew Goss (Orica-GreenEDGE) et Daniele Bennati (RadioShack-Nissan). Au classement général, Navardauskas est toujours en rose.

### 11-14 mai
Présent dans l'échappée matinale, Miguel Ángel Rubiano (Androni Giocattoli-Venezuela), qui profite également de son escapade pour s'emparer du maillot bleu de meilleur grimpeur, gagne la 6e étape, 1 minute 10 secondes devant 4 de ses ex-compagnons d'échappée, dont Adriano Malori (Lampre-ISD), 2e de l'étape et qui endosse le maillot rose. Le peloton termine à près de deux minutes. Paolo Tiralongo (Astana) remporte la 7e étape. Il devance au sprint Michele Scarponi. Ryder Hesjedal, 5e de l'étape à 5 secondes et 3e du classement général au départ, s'empare du maillot rose, 15 secondes devant le vainqueur du jour et 17 devant Joaquim Rodríguez, 4e de l'étape dans la roue de Schleck. Domenico Pozzovivo s'impose sur la 8e étape, après avoir attaqué à 6 kilomètres de l'arrivée. Il devance de 23 secondes Beñat Intxausti (Movistar), sorti 1 kilomètre plus loin, et de 27 secondes Joaquim Rodríguez, qui règle le groupe maillot rose pour la 3e place. Rodríguez devient 2e du classement général, à 9 secondes de Ryder Hesjedal, toujours en rose. Le lendemain, Francisco Ventoso (Movistar) profite d'une chute massive dans le dernier virage pour s'imposer devant Fabio Felline (Androni Giocattoli-Venezuela) et Giacomo Nizzolo (RadioShack-Nissan). Aucun changement n'est à signaler dans tous les classements.

### 15-18 mai:Puritoen rose
Joaquim Rodríguez s'impose au sommet du mur final de la 10e étape devant Bartosz Huzarski (NetApp) et Giovanni Visconti (Movistar), et s'empare du maillot rose. Le lendemain, le sprint final, qui est à nouveau perturbé par une chute, voit la victoire de Roberto Ferrari devant Francesco Chicchi (Omega Pharma-Quick Step) et Tomas Vaitkus (Orica-GreenEDGE). Mark Cavendish, 4e de l'étape, endosse le maillot rouge. Lars Ytting Bak (Lotto-Belisol) attaque à 1,8 kilomètre de l'arrivée de la 12e étape et devance de 11 secondes ses compagnons d'échappée. Sandy Casar (FDJ-BigMat), qui devient 3e du classement général, est 2e et Andrey Amador (Movistar) 3e. Joaquim Rodríguez conserve le maillot rose. Mark Cavendish remporte la 13e étape au sprint devant Alexander Kristoff (BMC Racing) et Mark Renshaw (Rabobank).

### 19-24 mai: dernière semaine
Andrey Amador s'adjuge la première étape de montagne, en devançant ses compagnons d'échappée Jan Bárta (NetApp) et Alessandro De Marchi (Androni Giocattoli-Venezuela). Ryder Hesjedal attaque à 3 kilomètres de l'arrivée et termine à 20 secondes, reprenant ainsi la tête du classement général, le groupe maillot rose finit à 46 secondes. Le lendemain, Joaquim Rodríguez répond au Canadien, en terminant dans la roue de Matteo Rabottini (Farnese Vini-Selle Italia), présent dans l'échappée matinale et qui s'empare du maillot bleu. Le groupe des favoris, réglé par Sergio Henao (Sky), qui devient maillot blanc, termine à 25 secondes, Hesjedal à 39, Tiralongo à 54, Urán à 1 minute 46 secondes et Pozzovivo à 2 min 05 secondes. Rodríguez endosse ainsi le maillot rose, avec 30 secondes d'avance sur Ryder Hesjedal, 1 minute 22 secondes sur Ivan Basso, 1 minute 26 secondes sur Paolo Tiralongo et 1 minute 27 secondes sur Roman Kreuziger. Fränk Schleck abandonne.
Dans le dernier mur de la 16e étape, Ion Izagirre (Euskaltel-Euskadi) attaque et devance à l'arrivée ses compagnons d'échappée. Alessandro De Marchi et Stef Clement (Rabobank) complète le podium du jour, à 16 secondes. Le peloton finit à près de 9 minutes. Aucun changement au classement général n'est à signaler.
Dans le Passo Giau, dernière difficulté de 17e étape, Joaquim Rodríguez, Ivan Basso, Ryder Hesjedal, Rigoberto Urán, Michele Scarponi et Domenico Pozzovivo se détachent, puis franchissent la ligne d'arrivée dans cet ordre, mais groupé, personne ne s'étant détaché dans la descente. Le groupe Gadret-Nieve terminent à 1 minute 22 secondes. Roman Kreuziger et José Rujano perdent définitivement ce Giro, avec un débours sur cette étape de respectivement près de 11 minute 30 secondes et un peu plus de 34 minutes. Au classement général, Rodríguez devance Hesjedal, Basso et Scarponi, de 1 minute 36 secondes. Ces quatre coureurs devraient se disputer la victoire finale. Urán, nouveau maillot blanc, et Pozzovivo opèrent également un bond au classement général, devenant 5e à 2 minutes 56 secondes et 7e à 3 minutes 19 secondes.
Andrea Guardini (Farnese Vini-Selle Italia) s'adjuge lors de la 18e étape sa première étape sur un Grand Tour, en remportant le sprint devant Mark Cavendish et Roberto Ferrari.

### 25-27 mai: Hesjedal, premier Canadien vainqueur d'un Grand Tour
Échappé dans l'avant-dernière ascension du jour, Roman Kreuziger remporte la 19e étape. Ryder Hesjedal termine à 19 secondes et reprend du temps à tous ses adversaires : Rodríguez finit à 32 secondes du vainqueur, Scarponi à 35, Pozzovivo à 43, Basso à 55 et Urán à 57. Au classement général, Hesjedal revient donc à 17 secondes de Joaquim Rodríguez. Michele Scarponi, à 1 minute 39 secondes de Purito, prend la 3e place à Ivan Basso, désormais à 1 minute 45 s du maillot rose. Beñat Intxausti (Movistar) est le grand perdant du jour, en terminant à 40 minutes 42 secondes. Il sort donc du Top 10. Paolo Tiralongo en étant également sorti, Thomas De Gendt (Vacansoleil-DCM) et Sergio Henao (Sky) remontent d'un rang, se retrouvant 8e et 9e à 5 minutes 40 et 5 minutes 47. John Gadret et Damiano Cunego entrent dans les 10 premiers, devenant respectivement 7e à 5 minutes 36 et 10e à 6 minutes 09 s. 
La lutte pour le Top 10 sera serrée, car du 7e (Gadret) au 14e, Daniel Moreno (Katusha), à 6 min 41 s, il n'y a que 1 minute 05 secondes, soit moins de 10 secondes d'écart en moyenne entre 2 coureurs qui se suivent. À 3 kilomètres du sommet du Mortirolo, un groupe fausse compagnie au peloton. Thomas De Gendt en fait partie, attaque à 13 km de l'arrivée et s'impose au sommet du Stelvio, avec 56 secondes sur Damiano Cunego et 2 minutes 50 secondes sur Mikel Nieve. Ces 3 coureurs effectuent un important rapproché au classement général, De Gendt devenant 4e à 2 minutes 18 secondes, Cunego 6e à 3 minutes 43 et Nieve 9e à 5 minutes 56. Joaquim Rodríguez, 4e de l'étape et qui s'empare du maillot rouge pour 1 point, conforte son maillot rose, avec 31 secondes sur Ryder Hesjedal et 1 minutes 51 secondes sur Michele Scarponi. Ivan Basso chute à la 5e place, à 3 minutes 18, Rigoberto Urán au 7e rang, à 4 minutes 52 s, Domenico Pozzovivo à la 8e place, à 5 minutes 47 s, et John Gadret au 10e rang, à 6 minutes 43 s. 
Marco Pinotti (BMC Racing) s'adjuge le contre-la-montre final, 39 secondes devant Geraint Thomas (Sky) et 53 devant Jesse Sergent (RadioShack-Nissan). Ryder Hesjedal, 6e de l'étape à 1 minutes 09 secondes, remporte ce Tour d'Italie, avec 16 secondes d'avance sur Joaquim Rodríguez, qui remporte le classement par points. 5e de l'étape à 1 minute 01 s, Thomas De Gendt prend la 3e place à Michele Scarponi. Ainsi, pour la première fois depuis 1995, aucun Italien ne monte sur le podium du Giro. 7e du classement général, Rigoberto Urán remporte le classement du meilleur jeune, juste devant son coéquipier Sergio Henao, qui remonte au 9e rang du classement général, aux dépens de Mikel Nieve, désormais 10e, et surtout de John Gadret, bouté hors du Top 10 (11e). Matteo Rabottini remporte le classement du meilleur grimpeur et les Lampre-ISD celui par équipes.

## Étapes
| Étape     | Date        | Villes étapes                            | Type                         | Distance (km)      | Vainqueur d’étape    | Leader du classement général |
| --------- | ----------- | ---------------------------------------- | ---------------------------- | ------------------ | -------------------- | ---------------------------- |
| 1re étape | Sam. 5 mai  | Herning (DEN) – Herning (DEN)            | Contre-la-montre             | 8,7                | Taylor Phinney       | Taylor Phinney               |
| 2e étape  | Dim. 6 mai  | Herning (DEN) – Herning (DEN)            |                              | 206                | Mark Cavendish       | Taylor Phinney               |
| 3e étape  | Lun. 7 mai  | Horsens (DEN) – Horsens (DEN)            |                              | 190                | Matthew Goss         | Taylor Phinney               |
|           | Mar. 8 mai  | (journée de repos)                       | (journée de repos)           | (journée de repos) | (journée de repos)   | (journée de repos)           |
| 4e étape  | Mer. 9 mai  | Vérone – Vérone                          | Contre-la-montre par équipes | 33,2               | Garmin-Barracuda     | Ramūnas Navardauskas         |
| 5e étape  | Jeu. 10 mai | Modène – Fano                            |                              | 209                | Mark Cavendish       | Ramūnas Navardauskas         |
| 6e étape  | Ven. 11 mai | Urbino – Porto Sant'Elpidio              | Étape de moyenne montagne    | 210                | Miguel Ángel Rubiano | Adriano Malori               |
| 7e étape  | Sam. 12 mai | Recanati – Rocca di Cambio               | Étape de moyenne montagne    | 205                | Paolo Tiralongo      | Ryder Hesjedal               |
| 8e étape  | Dim. 13 mai | Sulmona – Lago Laceno                    | Étape de moyenne montagne    | 229                | Domenico Pozzovivo   | Ryder Hesjedal               |
| 9e étape  | Lun. 14 mai | San Giorgio del Sannio – Frosinone       |                              | 166                | Francisco Ventoso    | Ryder Hesjedal               |
| 10e étape | Mar. 15 mai | Civitavecchia – Assise                   | Étape de moyenne montagne    | 186                | Joaquim Rodríguez    | Joaquim Rodríguez            |
| 11e étape | Mer. 16 mai | Assise – Montecatini Terme               |                              | 255                | Roberto Ferrari      | Joaquim Rodríguez            |
| 12e étape | Jeu. 17 mai | Seravezza – Sestri Levante               |                              | 155                | Lars Ytting Bak      | Joaquim Rodríguez            |
| 13e étape | Ven. 18 mai | Savone – Cervere                         |                              | 121                | Mark Cavendish       | Joaquim Rodríguez            |
| 14e étape | Sam. 19 mai | Cherasco – Cervinia                      |                              | 206                | Andrey Amador        | Ryder Hesjedal               |
| 15e étape | Dim. 20 mai | Busto Arsizio – Lecco/Pian dei Resinelli |                              | 169                | Matteo Rabottini     | Joaquim Rodríguez            |
|           | Lun. 21 mai | (journée de repos)                       | (journée de repos)           | (journée de repos) | (journée de repos)   | (journée de repos)           |
| 16e étape | Mar. 22 mai | Limone sul Garda – Falzes                | Étape de moyenne montagne    | 173                | Ion Izagirre         | Joaquim Rodríguez            |
| 17e étape | Mer. 23 mai | Falzes – Cortina d'Ampezzo               |                              | 186                | Joaquim Rodríguez    | Joaquim Rodríguez            |
| 18e étape | Jeu. 24 mai | San Vito di Cadore – Vedelago            |                              | 149                | Andrea Guardini      | Joaquim Rodríguez            |
| 19e étape | Ven. 25 mai | Trévise – Alpe di Pampeago               |                              | 198                | Roman Kreuziger      | Joaquim Rodríguez            |
| 20e étape | Sam. 26 mai | Caldes/Val di Sole – Col du Stelvio      |                              | 219                | Thomas De Gendt      | Joaquim Rodríguez            |
| 21e étape | Dim. 27 mai | Milan – Milan                            | Contre-la-montre             | 28,2               | Marco Pinotti        | Ryder Hesjedal               |

## Classements

### Classement général final
| \| Classement général \| Classement général \| Classement général \| Classement général \| Classement général \| \| Coureur \| Coureur \| Pays \| Équipe \| Temps \| \| ------------------ \| --------------------- \| ------------------ \| ----------------------- \| ------------------ \| \| 1er \| Ryder Hesjedal \| Canada \| Garmin-Barracuda \| 90 h 39 min 02 s \| \| 2e \| Joaquim Rodríguez \| Espagne \| Katusha \| + 16 s \| \| 3e \| Thomas De Gendt \| Belgique \| Vacansoleil-DCM \| + 1 min 39 s \| \| 4e \| Michele Scarponi \| Italie \| Lampre-ISD \| + 2 min 05 s \| \| 5e \| Ivan Basso \| Italie \| Liquigas-Cannondale \| + 3 min 44 s \| \| 6e \| Damiano Cunego \| Italie \| Lampre-ISD \| + 4 min 40 s \| \| 7e \| Rigoberto Urán \| Colombie \| Team Sky \| + 5 min 57 s \| \| 8e \| Domenico Pozzovivo \| Italie \| Colnago-CSF Inox \| + 6 min 28 s \| \| 9e \| Sergio Henao \| Colombie \| Team Sky \| + 7 min 50 s \| \| 10e \| Mikel Nieve \| Espagne \| Euskaltel-Euskadi \| + 8 min 08 s \| \| 11e \| John Gadret \| France \| AG2R La Mondiale \| + 9 min 12 s \| \| 12e \| Dario Cataldo \| Italie \| Omega Pharma-Quick Step \| + 11 min 59 s \| \| 13e \| Gianluca Brambilla \| Italie \| Colnago-CSF Inox \| + 14 min 20 s \| \| 14e \| Johann Tschopp \| Suisse \| BMC Racing Team \| + 14 min 27 s \| \| 15e \| Roman Kreuziger \| Tchéquie \| Astana \| + 19 min 58 s \| \| 16e \| Hubert Dupont \| France \| AG2R La Mondiale \| + 20 min 59 s \| \| 17e \| Marzio Bruseghin \| Italie \| Movistar Team \| + 25 min 39 s \| \| 18e \| Sergio Pardilla \| Espagne \| Movistar Team \| + 29 min 19 s \| \| 19e \| Francis De Greef \| Belgique \| Lotto-Belisol \| + 35 min 00 s \| \| 20e \| Daniel Moreno \| Espagne \| Katusha \| + 36 min 17 s \| \| 21e \| Diego Ulissi \| Italie \| Lampre-ISD \| + 37 min 17 s \| \| 22e \| Christian Vande Velde \| États-Unis \| Garmin-Barracuda \| + 38 min 23 s \| \| 23e \| Paolo Tiralongo \| Italie \| Astana \| + 41 min 36 s \| \| 24e \| Damiano Caruso \| Italie \| Liquigas-Cannondale \| + 49 min 45 s \| \| 25e \| Sandy Casar \| France \| FDJ-BigMat \| + 49 min 57 s \| |                       |            |                         |                  |
| |                       |            |                         |                  |
| Source : ProCyclingStats |                       |            |                         |                  |
| Classement général |                       |            |                         |                  |
| Coureur | Coureur               | Pays       | Équipe                  | Temps            |
| 1er | Ryder Hesjedal        | Canada     | Garmin-Barracuda        | 90 h 39 min 02 s |
| 2e | Joaquim Rodríguez     | Espagne    | Katusha                 | + 16 s           |
| 3e | Thomas De Gendt       | Belgique   | Vacansoleil-DCM         | + 1 min 39 s     |
| 4e | Michele Scarponi      | Italie     | Lampre-ISD              | + 2 min 05 s     |
| 5e | Ivan Basso            | Italie     | Liquigas-Cannondale     | + 3 min 44 s     |
| 6e | Damiano Cunego        | Italie     | Lampre-ISD              | + 4 min 40 s     |
| 7e | Rigoberto Urán        | Colombie   | Team Sky                | + 5 min 57 s     |
| 8e | Domenico Pozzovivo    | Italie     | Colnago-CSF Inox        | + 6 min 28 s     |
| 9e | Sergio Henao          | Colombie   | Team Sky                | + 7 min 50 s     |
| 10e | Mikel Nieve           | Espagne    | Euskaltel-Euskadi       | + 8 min 08 s     |
| 11e | John Gadret           | France     | AG2R La Mondiale        | + 9 min 12 s     |
| 12e | Dario Cataldo         | Italie     | Omega Pharma-Quick Step | + 11 min 59 s    |
| 13e | Gianluca Brambilla    | Italie     | Colnago-CSF Inox        | + 14 min 20 s    |
| 14e | Johann Tschopp        | Suisse     | BMC Racing Team         | + 14 min 27 s    |
| 15e | Roman Kreuziger       | Tchéquie   | Astana                  | + 19 min 58 s    |
| 16e | Hubert Dupont         | France     | AG2R La Mondiale        | + 20 min 59 s    |
| 17e | Marzio Bruseghin      | Italie     | Movistar Team           | + 25 min 39 s    |
| 18e | Sergio Pardilla       | Espagne    | Movistar Team           | + 29 min 19 s    |
| 19e | Francis De Greef      | Belgique   | Lotto-Belisol           | + 35 min 00 s    |
| 20e | Daniel Moreno         | Espagne    | Katusha                 | + 36 min 17 s    |
| 21e | Diego Ulissi          | Italie     | Lampre-ISD              | + 37 min 17 s    |
| 22e | Christian Vande Velde | États-Unis | Garmin-Barracuda        | + 38 min 23 s    |
| 23e | Paolo Tiralongo       | Italie     | Astana                  | + 41 min 36 s    |
| 24e | Damiano Caruso        | Italie     | Liquigas-Cannondale     | + 49 min 45 s    |
| 25e | Sandy Casar           | France     | FDJ-BigMat              | + 49 min 57 s    |

### Classements annexes
| Classement par points | Classement par points | Classement par points | Classement par points | Classement par points |
| Coureur               | Coureur               | Pays                  | Équipe                | Points                |
| --------------------- | --------------------- | --------------------- | --------------------- | --------------------- |
| 1er                   | Joaquim Rodríguez     | Espagne               | Katusha               | 139 pts               |
| 2e                    | Mark Cavendish        | Royaume-Uni           | Team Sky              | 138 pts               |
| 3e                    | Ryder Hesjedal        | Canada                | Garmin-Barracuda      | 113 pts               |
| 4e                    | Michele Scarponi      | Italie                | Lampre-ISD            | 81 pts                |
| 5e                    | Domenico Pozzovivo    | Italie                | Colnago-CSF Inox      | 80 pts                |
| 6e                    | Thomas De Gendt       | Belgique              | Vacansoleil-DCM       | 76 pts                |
| 7e                    | Ivan Basso            | Italie                | Liquigas-Cannondale   | 58 pts                |
| 8e                    | Alexander Kristoff    | Norvège               | Katusha               | 58 pts                |
| 9e                    | Geraint Thomas        | Royaume-Uni           | Team Sky              | 53 pts                |
| 10e                   | Andrey Amador         | Costa Rica            | Movistar Team         | 52 pts                |

| Classement par points | Classement par points | Classement par points | Classement par points | Classement par points |
| Coureur               | Coureur               | Pays                  | Équipe                | Points                |
| --------------------- | --------------------- | --------------------- | --------------------- | --------------------- |
| 1er                   | Joaquim Rodríguez     | Espagne               | Katusha               | 139 pts               |
| 2e                    | Mark Cavendish        | Royaume-Uni           | Team Sky              | 138 pts               |
| 3e                    | Ryder Hesjedal        | Canada                | Garmin-Barracuda      | 113 pts               |
| 4e                    | Michele Scarponi      | Italie                | Lampre-ISD            | 81 pts                |
| 5e                    | Domenico Pozzovivo    | Italie                | Colnago-CSF Inox      | 80 pts                |
| 6e                    | Thomas De Gendt       | Belgique              | Vacansoleil-DCM       | 76 pts                |
| 7e                    | Ivan Basso            | Italie                | Liquigas-Cannondale   | 58 pts                |
| 8e                    | Alexander Kristoff    | Norvège               | Katusha               | 58 pts                |
| 9e                    | Geraint Thomas        | Royaume-Uni           | Team Sky              | 53 pts                |
| 10e                   | Andrey Amador         | Costa Rica            | Movistar Team         | 52 pts                |

| Classement de la montagne | Classement de la montagne | Classement de la montagne | Classement de la montagne    | Classement de la montagne |
| Coureur                   | Coureur                   | Pays                      | Équipe                       | Points                    |
| ------------------------- | ------------------------- | ------------------------- | ---------------------------- | ------------------------- |
| 1er                       | Matteo Rabottini          | Italie                    | Farnese Vini-Selle Italia    | 84 pts                    |
| 2e                        | Stefano Pirazzi           | Italie                    | Colnago-CSF Inox             | 44 pts                    |
| 3e                        | Andrey Amador             | Costa Rica                | Movistar Team                | 43 pts                    |
| 4e                        | Michał Gołaś              | Pologne                   | Omega Pharma-Quick Step      | 34 pts                    |
| 5e                        | Domenico Pozzovivo        | Italie                    | Colnago-CSF Inox             | 26 pts                    |
| 6e                        | Jan Bárta                 | Tchéquie                  | NetApp                       | 24 pts                    |
| 7e                        | Miguel Ángel Rubiano      | Colombie                  | Androni Giocattoli-Venezuela | 24 pts                    |
| 8e                        | Ryder Hesjedal            | Canada                    | Garmin-Barracuda             | 24 pts                    |
| 9e                        | Joaquim Rodríguez         | Espagne                   | Katusha                      | 23 pts                    |
| 10e                       | Thomas De Gendt           | Belgique                  | Vacansoleil-DCM              | 21 pts                    |

| Classement de la montagne | Classement de la montagne | Classement de la montagne | Classement de la montagne    | Classement de la montagne |
| Coureur                   | Coureur                   | Pays                      | Équipe                       | Points                    |
| ------------------------- | ------------------------- | ------------------------- | ---------------------------- | ------------------------- |
| 1er                       | Matteo Rabottini          | Italie                    | Farnese Vini-Selle Italia    | 84 pts                    |
| 2e                        | Stefano Pirazzi           | Italie                    | Colnago-CSF Inox             | 44 pts                    |
| 3e                        | Andrey Amador             | Costa Rica                | Movistar Team                | 43 pts                    |
| 4e                        | Michał Gołaś              | Pologne                   | Omega Pharma-Quick Step      | 34 pts                    |
| 5e                        | Domenico Pozzovivo        | Italie                    | Colnago-CSF Inox             | 26 pts                    |
| 6e                        | Jan Bárta                 | Tchéquie                  | NetApp                       | 24 pts                    |
| 7e                        | Miguel Ángel Rubiano      | Colombie                  | Androni Giocattoli-Venezuela | 24 pts                    |
| 8e                        | Ryder Hesjedal            | Canada                    | Garmin-Barracuda             | 24 pts                    |
| 9e                        | Joaquim Rodríguez         | Espagne                   | Katusha                      | 23 pts                    |
| 10e                       | Thomas De Gendt           | Belgique                  | Vacansoleil-DCM              | 21 pts                    |

| Classement du meilleur jeune | Classement du meilleur jeune | Classement du meilleur jeune | Classement du meilleur jeune | Classement du meilleur jeune |
| Coureur                      | Coureur                      | Pays                         | Équipe                       | Temps                        |
| ---------------------------- | ---------------------------- | ---------------------------- | ---------------------------- | ---------------------------- |
| 1er                          | Rigoberto Urán               | Colombie                     | Team Sky                     | 91 h 44 min 59 s             |
| 2e                           | Sergio Henao                 | Colombie                     | Team Sky                     | + 1 min 53 s                 |
| 3e                           | Gianluca Brambilla           | Italie                       | Colnago-CSF Inox             | + 8 min 23 s                 |
| 4e                           | Diego Ulissi                 | Italie                       | Lampre-ISD                   | + 31 min 20 s                |
| 5e                           | Damiano Caruso               | Italie                       | Liquigas-Cannondale          | + 43 min 48 s                |
| 6e                           | Tanel Kangert                | Estonie                      | Astana                       | + 44 min 52 s                |
| 7e                           | Peter Stetina                | États-Unis                   | Garmin-Barracuda             | + 48 min 28 s                |
| 8e                           | Tom-Jelte Slagter            | Pays-Bas                     | Rabobank                     | + 51 min 27 s                |
| 9e                           | Stefano Pirazzi              | Italie                       | Colnago-CSF Inox             | + 1 h 35 min 00 s            |
| 10e                          | Ion Izagirre                 | Espagne                      | Euskaltel-Euskadi            | + 1 h 42 min 57 s            |

| Classement du meilleur jeune | Classement du meilleur jeune | Classement du meilleur jeune | Classement du meilleur jeune | Classement du meilleur jeune |
| Coureur                      | Coureur                      | Pays                         | Équipe                       | Temps                        |
| ---------------------------- | ---------------------------- | ---------------------------- | ---------------------------- | ---------------------------- |
| 1er                          | Rigoberto Urán               | Colombie                     | Team Sky                     | 91 h 44 min 59 s             |
| 2e                           | Sergio Henao                 | Colombie                     | Team Sky                     | + 1 min 53 s                 |
| 3e                           | Gianluca Brambilla           | Italie                       | Colnago-CSF Inox             | + 8 min 23 s                 |
| 4e                           | Diego Ulissi                 | Italie                       | Lampre-ISD                   | + 31 min 20 s                |
| 5e                           | Damiano Caruso               | Italie                       | Liquigas-Cannondale          | + 43 min 48 s                |
| 6e                           | Tanel Kangert                | Estonie                      | Astana                       | + 44 min 52 s                |
| 7e                           | Peter Stetina                | États-Unis                   | Garmin-Barracuda             | + 48 min 28 s                |
| 8e                           | Tom-Jelte Slagter            | Pays-Bas                     | Rabobank                     | + 51 min 27 s                |
| 9e                           | Stefano Pirazzi              | Italie                       | Colnago-CSF Inox             | + 1 h 35 min 00 s            |
| 10e                          | Ion Izagirre                 | Espagne                      | Euskaltel-Euskadi            | + 1 h 42 min 57 s            |

| Classement par équipes | Classement par équipes | Classement par équipes | Classement par équipes |
| Équipe                 | Équipe                 | Pays                   | Temps                  |
| ---------------------- | ---------------------- | ---------------------- | ---------------------- |
| 1re                    | Lampre-ISD             | Italie                 | 274 h 19 min 46 s      |
| 2e                     | Movistar Team          | Espagne                | + 10 min 53 s          |
| 3e                     | Sky                    | Royaume-Uni            | + 37 min 07 s          |
| 4e                     | Astana                 | Kazakhstan             | + 43 min 12 s          |
| 5e                     | Garmin-Barracuda       | États-Unis             | + 51 min 52 s          |
| 6e                     | Liquigas-Cannondale    | Italie                 | + 54 min 09 s          |
| 7e                     | Euskaltel-Euskadi      | Espagne                | + 56 min 27 s          |
| 8e                     | Colnago-CSF Inox       | Italie                 | + 1 h 10 min 25 s      |
| 9e                     | AG2R La Mondiale       | France                 | + 1 h 22 min 12 s      |
| 10e                    | Katusha Team           | Russie                 | + 1 h 30 min 51 s      |

| Classement par équipes | Classement par équipes | Classement par équipes | Classement par équipes |
| Équipe                 | Équipe                 | Pays                   | Temps                  |
| ---------------------- | ---------------------- | ---------------------- | ---------------------- |
| 1re                    | Lampre-ISD             | Italie                 | 274 h 19 min 46 s      |
| 2e                     | Movistar Team          | Espagne                | + 10 min 53 s          |
| 3e                     | Sky                    | Royaume-Uni            | + 37 min 07 s          |
| 4e                     | Astana                 | Kazakhstan             | + 43 min 12 s          |
| 5e                     | Garmin-Barracuda       | États-Unis             | + 51 min 52 s          |
| 6e                     | Liquigas-Cannondale    | Italie                 | + 54 min 09 s          |
| 7e                     | Euskaltel-Euskadi      | Espagne                | + 56 min 27 s          |
| 8e                     | Colnago-CSF Inox       | Italie                 | + 1 h 10 min 25 s      |
| 9e                     | AG2R La Mondiale       | France                 | + 1 h 22 min 12 s      |
| 10e                    | Katusha Team           | Russie                 | + 1 h 30 min 51 s      |

#### Autres classements
- Classement des sprints intermédiaires[25] :  Martijn Keizer (25 pts)
- Classement de la combativité[26] :  Mark Cavendish (44 pts)
- Azzurri d'Italia[27] :  Mark Cavendish (14 pts)
- Classement Fuga Cervelo[28] :  Olivier Kaisen (683 pts)
- Prix du Fair-Play[29] :  Omega Pharma-Quick Step (20 pts)
- Cima Coppi[30] :  Thomas De Gendt

### UCI World Tour
Ce Tour d'Italie attribue des points pour l'UCI World Tour 2012, seulement aux coureurs des équipes ayant un label ProTeam.
| Position           | 1er | 2e  | 3e  | 4e | 5e | 6e | 7e | 8e | 9e | 10e | 11e | 12e | 13e | 14e | 15e | 16e | 17e | 18e | 19e | 20e |
| Classement général | 170 | 130 | 100 | 90 | 80 | 70 | 60 | 52 | 44 | 38  | 32  | 26  | 22  | 18  | 14  | 10  | 8   | 6   | 4   | 2   |
| Par étape          | 16  | 8   | 4   | 2  | 1  |    |    |    |    |     |     |     |     |     |     |     |     |     |     |     |

| #  | Coureur           | Équipe              | Points |
| -- | ----------------- | ------------------- | ------ |
| 1  | Ryder Hesjedal    | Garmin-Barracuda    | 185    |
| 2  | Joaquim Rodríguez | Katusha             | 182    |
| 3  | Thomas De Gendt   | Vacansoleil-DCM     | 119    |
| 4  | Michele Scarponi  | Lampre-ISD          | 103    |
| 5  | Ivan Basso        | Liquigas-Cannondale | 88     |
| 6  | Damiano Cunego    | Lampre-ISD          | 78     |
| 7  | Rigoberto Urán    | Sky                 | 62     |
| 8  | Mark Cavendish    | Sky                 | 58     |
| 9  | Sergio Henao      | Sky                 | 46     |
| 10 | Mikel Nieve       | Euskaltel-Euskadi   | 42     |

| Suite du classement (11-59) | Suite du classement (11-59) | Suite du classement (11-59) | Suite du classement (11-59) |
| --------------------------- | --------------------------- | --------------------------- | --------------------------- |
| 11                          | John Gadret                 | AG2R La Mondiale            | 33                          |
| 12                          | Matthew Goss                | Orica-GreenEDGE             | 32                          |
| 13                          | Roman Kreuziger             | Astana                      | 30                          |
| 14                          | Dario Cataldo               | Omega Pharma-Quick Step     | 27                          |
| 15                          | Andrey Amador               | Movistar                    | 20                          |
| 16                          | Johann Tschopp              | BMC Racing                  | 18                          |
| 17                          | Paolo Tiralongo             | Astana                      | 17                          |
| 18                          | Lars Ytting Bak             | Lotto-Belisol               | 16                          |
| 18                          | Ion Izagirre                | Euskaltel-Euskadi           | 16                          |
| 18                          | Taylor Phinney              | BMC Racing                  | 16                          |
| 18                          | Marco Pinotti               | BMC Racing                  | 16                          |
| 18                          | Geraint Thomas              | Sky                         | 16                          |
| 18                          | Francisco Ventoso           | Movistar                    | 16                          |
| 24                          | Hubert Dupont               | AG2R La Mondiale            | 10                          |
| 25                          | Marzio Bruseghin            | Movistar                    | 8                           |
| 25                          | Sandy Casar                 | FDJ-BigMat                  | 8                           |
| 25                          | Francesco Chicchi           | Omega Pharma-Quick Step     | 8                           |
| 25                          | Juan José Haedo             | Saxo Bank                   | 8                           |
| 25                          | Beñat Intxausti             | Movistar                    | 8                           |
| 25                          | Alexander Kristoff          | Katusha                     | 8                           |
| 25                          | Adriano Malori              | Lampre-ISD                  | 8                           |
| 32                          | Tyler Farrar                | Garmin-Barracuda            | 6                           |
| 32                          | Sergio Pardilla             | Movistar                    | 6                           |
| 32                          | Alex Rasmussen              | Garmin-Barracuda            | 6                           |
| 35                          | Mark Renshaw                | Rabobank                    | 5                           |
| 36                          | Daniele Bennati             | RadioShack-Nissan           | 4                           |
| 36                          | Stef Clement                | Rabobank                    | 4                           |
| 36                          | Francis De Greef            | Lotto-Belisol               | 4                           |
| 36                          | Michał Gołaś                | Omega Pharma-Quick Step     | 4                           |
| 36                          | Robert Hunter               | Garmin-Barracuda            | 4                           |
| 36                          | Alberto Losada              | Katusha                     | 4                           |
| 36                          | Giacomo Nizzolo             | RadioShack-Nissan           | 4                           |
| 36                          | Fränk Schleck               | RadioShack-Nissan           | 4                           |
| 36                          | Jesse Sergent               | RadioShack-Nissan           | 4                           |
| 36                          | Geoffrey Soupe              | FDJ-BigMat                  | 4                           |
| 36                          | Tomas Vaitkus               | Orica-GreenEDGE             | 4                           |
| 36                          | Giovanni Visconti           | Movistar                    | 4                           |
| 48                          | Jan Bakelants               | RadioShack-Nissan           | 2                           |
| 48                          | Manuele Boaro               | Saxo Bank                   | 2                           |
| 48                          | Damiano Caruso              | Liquigas-Cannondale         | 2                           |
| 48                          | Arnaud Démare               | FDJ-BigMat                  | 2                           |
| 48                          | Aleksandr Dyachenko         | Astana                      | 2                           |
| 48                          | Mathias Frank               | BMC Racing                  | 2                           |
| 48                          | Daniel Moreno               | Katusha                     | 2                           |
| 55                          | Manuel Belletti             | AG2R La Mondiale            | 1                           |
| 55                          | Lucas Sebastián Haedo       | Saxo Bank                   | 1                           |
| 55                          | José Herrada                | Movistar                    | 1                           |
| 55                          | Gustav Larsson              | Vacansoleil-DCM             | 1                           |
| 55                          | Ivan Santaromita            | BMC Racing                  | 1                           |

## Évolution des classements
Sur ce Tour d'Italie, quatre maillots différents sont attribués.
- Pour le classement général, calculé en additionnant les temps chaque cycliste sur chaque étape, et en tenant compte des secondes de bonification obtenues, le leader reçoit un maillot rose. Ce classement est considéré comme le plus important de la course et le gagnant est considéré comme le vainqueur du Giro. Les arrivées d'étapes en ligne donnent 20, 12 et 8 secondes de bonifications aux trois premiers, les sprints intermédiaires 6, 4 et 2 secondes.
- En outre, il y a un classement par points, son leader porte un maillot rouge. Dans ce classement par points, les cyclistes obtiennent des points s'ils terminent dans les 15 premiers d'une étape. La victoire d'étape rapporte 25 points, la deuxième place 20 points, puis 16, 14, 12, 10, et un point de moins par place. Le 15e obtient donc un seul point. De plus, des points sont aussi distribués dans les sprints intermédiaires: 6, 5, 4, 3, 2 et 1 aux six premiers.
- Il existe aussi un classement de la montagne, dont le leader porte un maillot bleu. Dans le classement de la montagne, des points sont gagnés en fonction du passage au sommet d'un col. Chaque ascension est classée soit en première, deuxième ou troisième catégorie. Les points sont attribués en fonction de la difficulté de l'ascension :
  - 4e catégorie : 3, 2 et 1 aux trois premiers ;
  - 3e catégorie : 5, 3, 2 et 1 aux quatre premiers ;
  - 2e catégorie : 9, 5, 3, 2 et 1 aux cinq premiers ;
  - 1re catégorie : 15, 9, 5, 3, 2 et 1 aux six premiers ;
  - Cima Coppi (toit du Giro) : 21, 15, 9, 5, 3, 2 et 1 aux sept premiers.
- Le quatrième maillot est blanc et il représente le leader du classement du meilleur jeune. Le classement est calculé en fonction du classement général, mais seuls les coureurs nés après le 1er janvier 1987 (25 ans et moins) sont éligibles.
- Il existe également deux classements pour les équipes.
  - Le premier est le Trofeo Fast Team. Dans ce classement, les temps des trois meilleurs coureurs par équipes sur chaque étape sont additionnés (les bonifications ne sont pas prises en compte). L'équipe leader est l'équipe avec le meilleur temps total.
  - Le second est le classement Trofeo Super Team, ou classement par équipes et par points. Après chaque étape, l'équipe du premier marque 20 points, l'équipe du deuxième 19 points, et ainsi de suite jusqu'à l'équipe du vingtième qui marque 1 point.

| Étape              | Vainqueur            | Classement général   | Classement par points | Classement de la montagne | Classement du meilleur jeune | Classement par équipes aux temps | Classement par équipes aux points |
| ------------------ | -------------------- | -------------------- | --------------------- | ------------------------- | ---------------------------- | -------------------------------- | --------------------------------- |
| 1                  | Taylor Phinney       | Taylor Phinney       | Taylor Phinney        | Non décerné               | Taylor Phinney               | Garmin-Barracuda                 | Garmin-Barracuda                  |
| 2                  | Mark Cavendish       | Taylor Phinney       | Mark Cavendish        | Alfredo Balloni           | Taylor Phinney               | Garmin-Barracuda                 | Garmin-Barracuda                  |
| 3                  | Matthew Goss         | Taylor Phinney       | Matthew Goss          | Alfredo Balloni           | Taylor Phinney               | Garmin-Barracuda                 | Garmin-Barracuda                  |
| 4                  | Garmin-Barracuda     | Ramūnas Navardauskas | Matthew Goss          | Alfredo Balloni           | Ramūnas Navardauskas         | Garmin-Barracuda                 | Garmin-Barracuda                  |
| 5                  | Mark Cavendish       | Ramūnas Navardauskas | Matthew Goss          | Alfredo Balloni           | Ramūnas Navardauskas         | Garmin-Barracuda                 | Garmin-Barracuda                  |
| 6                  | Miguel Ángel Rubiano | Adriano Malori       | Matthew Goss          | Miguel Ángel Rubiano      | Adriano Malori               | Garmin-Barracuda                 | Garmin-Barracuda                  |
| 7                  | Paolo Tiralongo      | Ryder Hesjedal       | Matthew Goss          | Miguel Ángel Rubiano      | Peter Stetina                | Garmin-Barracuda                 | Garmin-Barracuda                  |
| 8                  | Domenico Pozzovivo   | Ryder Hesjedal       | Matthew Goss          | Miguel Ángel Rubiano      | Damiano Caruso               | Liquigas-Cannondale              | Garmin-Barracuda                  |
| 9                  | Francisco Ventoso    | Ryder Hesjedal       | Matthew Goss          | Miguel Ángel Rubiano      | Damiano Caruso               | Liquigas-Cannondale              | Garmin-Barracuda                  |
| 10                 | Joaquim Rodríguez    | Joaquim Rodríguez    | Matthew Goss          | Miguel Ángel Rubiano      | Damiano Caruso               | Liquigas-Cannondale              | Garmin-Barracuda                  |
| 11                 | Roberto Ferrari      | Joaquim Rodríguez    | Mark Cavendish        | Miguel Ángel Rubiano      | Damiano Caruso               | Liquigas-Cannondale              | Garmin-Barracuda                  |
| 12                 | Lars Ytting Bak      | Joaquim Rodríguez    | Mark Cavendish        | Michał Gołaś              | Damiano Caruso               | Movistar                         | Garmin-Barracuda                  |
| 13                 | Mark Cavendish       | Joaquim Rodríguez    | Mark Cavendish        | Michał Gołaś              | Damiano Caruso               | Movistar                         | Garmin-Barracuda                  |
| 14                 | Andrey Amador        | Ryder Hesjedal       | Mark Cavendish        | Michał Gołaś              | Rigoberto Urán               | Movistar                         | Garmin-Barracuda                  |
| 15                 | Matteo Rabottini     | Joaquim Rodríguez    | Mark Cavendish        | Matteo Rabottini          | Sergio Henao                 | Movistar                         | Garmin-Barracuda                  |
| 16                 | Ion Izagirre         | Joaquim Rodríguez    | Mark Cavendish        | Matteo Rabottini          | Sergio Henao                 | Movistar                         | Garmin-Barracuda                  |
| 17                 | Joaquim Rodríguez    | Joaquim Rodríguez    | Mark Cavendish        | Matteo Rabottini          | Rigoberto Urán               | Movistar                         | Garmin-Barracuda                  |
| 18                 | Andrea Guardini      | Joaquim Rodríguez    | Mark Cavendish        | Matteo Rabottini          | Rigoberto Urán               | Movistar                         | Garmin-Barracuda                  |
| 19                 | Roman Kreuziger      | Joaquim Rodríguez    | Mark Cavendish        | Matteo Rabottini          | Rigoberto Urán               | Movistar                         | Garmin-Barracuda                  |
| 20                 | Thomas De Gendt      | Joaquim Rodríguez    | Joaquim Rodríguez     | Matteo Rabottini          | Rigoberto Urán               | Lampre-ISD                       | Garmin-Barracuda                  |
| 21                 | Marco Pinotti        | Ryder Hesjedal       | Joaquim Rodríguez     | Matteo Rabottini          | Rigoberto Urán               | Lampre-ISD                       | Garmin-Barracuda                  |
| Classements finals | Classements finals   | Ryder Hesjedal       | Joaquim Rodríguez     | Matteo Rabottini          | Rigoberto Urán               | Lampre-ISD                       | Garmin-Barracuda                  |

## Liste des participants
- Liste de départ complète

| Légende                      | Légende                                                                                          | Légende | Légende                                                                                                  |
| ---------------------------- | ------------------------------------------------------------------------------------------------ | ------- | --- |
| Num                          | Dossard de départ porté par le coureur sur ce Tour d’Italie                                      | Pos     | Position finale au classement général                                                                    |
| Leader du classement général | Indique le classement général                                                                    |         | Indique le vainqueur du classement de la montagne                                                        |
|                              | Indique le vainqueur du classement par points                                                    |         | Indique le vainqueur du classement du meilleur jeune                                                     |
| #                            | Indique la meilleure équipe aux temps                                                            | NP      | Indique un coureur qui n'a pas pris le départ d'une étape, suivi du numéro de l'étape où il s'est retiré |
| AB                           | Indique un coureur qui n'a pas terminé une étape, suivi du numéro de l'étape où il s'est retiré  | HD      | Indique un coureur qui a terminé une étape hors des délais, suivi du numéro de l'étape                   |
| EX                           | Coureur exclu pour non-respect du règlement, suivi du numéro de l'étape où il s'est fait exclure | *       | Indique un coureur en lice pour le maillot blanc (coureurs nés après le 1er janvier 1987)                |

| Lampre-ISD LAM | Lampre-ISD LAM                | Lampre-ISD LAM |
| -------------- | ----------------------------- | -------------- |
| Num            | Coureur                       | Pos            |
| 1              | Michele Scarponi (ITA)        | 4e             |
| 2              | Damiano Cunego (ITA)          | 6e             |
| 3              | Diego Ulissi (ITA)            | 21e            |
| 4              | Matteo Bono (ITA)             | 99e            |
| 5              | Adriano Malori (ITA) (chrono) | 68e            |
| 6              | Przemysław Niemiec (POL)      | 39e            |
| 7              | Daniele Pietropolli (ITA)     | 91e            |
| 8              | Daniele Righi (ITA)           | 101e           |
| 9              | Alessandro Spezialetti (ITA)  | 77e            |

| AG2R La Mondiale ALM | AG2R La Mondiale ALM      | AG2R La Mondiale ALM |
| -------------------- | ------------------------- | -------------------- |
| Num                  | Coureur                   | Pos                  |
| 11                   | John Gadret (FRA)         | 11e                  |
| 12                   | Manuel Belletti (ITA)     | AB-15                |
| 13                   | Julien Bérard (FRA)       | 110e                 |
| 14                   | Guillaume Bonnafond (FRA) | 90e                  |
| 15                   | Hubert Dupont (FRA)       | 16e                  |
| 16                   | Ben Gastauer (LUX)        | 67e                  |
| 17                   | Gregor Gazvoda (SLO)      | 134e                 |
| 18                   | Matteo Montaguti (ITA)    | 81e                  |
| 19                   | Mathieu Perget (FRA)      | 53e                  |

| Androni Giocattoli-Venezuela AND | Androni Giocattoli-Venezuela AND | Androni Giocattoli-Venezuela AND |
| -------------------------------- | -------------------------------- | -------------------------------- |
| Num                              | Coureur                          | Pos                              |
| 21                               | José Rujano (VEN)                | AB-19                            |
| 22                               | José Serpa (COL)                 | 87e                              |
| 23                               | Emanuele Sella (ITA)             | 45e                              |
| 24                               | Roberto Ferrari (ITA)            | 147e                             |
| 25                               | Fabio Felline (ITA)              | 50e                              |
| 26                               | Alessandro De Marchi (ITA)       | 98e                              |
| 27                               | Miguel Ángel Rubiano (COL)       | 62e                              |
| 28                               | Carlos José Ochoa (VEN)          | NP-18                            |
| 29                               | Jackson Rodríguez (VEN)          | 49e                              |

| Astana AST | Astana AST                | Astana AST |
| ---------- | ------------------------- | ---------- |
| Num        | Coureur                   | Pos        |
| 31         | Roman Kreuziger (CZE)     | 15e        |
| 32         | Enrico Gasparotto (ITA)   | 66e        |
| 33         | Paolo Tiralongo (ITA)     | 23e        |
| 34         | Simone Ponzi (ITA)        | 88e        |
| 35         | Aleksandr Dyachenko (KAZ) | 119e       |
| 36         | Andrey Zeits (KAZ)        | 85e        |
| 37         | Kevin Seeldraeyers (BEL)  | 33e        |
| 38         | Evgueni Petrov (RUS)      | 61e        |
| 39         | Tanel Kangert (EST)       | 26e        |

| BMC Racing Team BMC | BMC Racing Team BMC      | BMC Racing Team BMC |
| ------------------- | ------------------------ | ------------------- |
| Num                 | Coureur                  | Pos                 |
| 41                  | Thor Hushovd (NOR)       | AB-6                |
| 42                  | Alessandro Ballan (ITA)  | 103e                |
| 43                  | Mathias Frank (SUI)      | 83e                 |
| 44                  | Taylor Phinney (USA)     | 155e                |
| 45                  | Marco Pinotti (ITA)      | 41e                 |
| 46                  | Mauro Santambrogio (ITA) | 86e                 |
| 47                  | Ivan Santaromita (ITA)   | 52e                 |
| 48                  | Johann Tschopp (SUI)     | 14e                 |
| 49                  | Danilo Wyss (SUI)        | 82e                 |

| Colnago-CSF Inox COG | Colnago-CSF Inox COG     | Colnago-CSF Inox COG |
| -------------------- | ------------------------ | -------------------- |
| Num                  | Coureur                  | Pos                  |
| 51                   | Domenico Pozzovivo (ITA) | 8e                   |
| 52                   | Sacha Modolo (ITA)       | 138e                 |
| 53                   | Enrico Battaglin (ITA)   | 74e                  |
| 54                   | Gianluca Brambilla (ITA) | 13e                  |
| 55                   | Stefano Pirazzi (ITA)    | 46e                  |
| 56                   | Sonny Colbrelli (ITA)    | 100e                 |
| 57                   | Stefano Locatelli (ITA)  | NP-16                |
| 58                   | Angelo Pagani (ITA)      | 97e                  |
| 59                   | Marco Coledan (ITA)      | 153e                 |

| Euskaltel-Euskadi EUS | Euskaltel-Euskadi EUS | Euskaltel-Euskadi EUS |
| --------------------- | --------------------- | --------------------- |
| Num                   | Coureur               | Pos                   |
| 61                    | Mikel Nieve (ESP)     | 10e                   |
| 62                    | Adrián Sáez (ESP)     | 156e                  |
| 63                    | Ion Izagirre (ESP)    | 48e                   |
| 64                    | Miguel Mínguez (ESP)  | 157e                  |
| 65                    | Pierre Cazaux (FRA)   | 123e                  |
| 66                    | Víctor Cabedo (ESP)   | 129e                  |
| 67                    | Iván Velasco (ESP)    | DQ-20                 |
| 68                    | Amets Txurruka (ESP)  | 42e                   |
| 69                    | Juan José Oroz (ESP)  | 51e                   |

| Farnese Vini-Selle Italia FAR | Farnese Vini-Selle Italia FAR | Farnese Vini-Selle Italia FAR |
| ----------------------------- | ----------------------------- | ----------------------------- |
| Num                           | Coureur                       | Pos                           |
| 71                            | Filippo Pozzato (ITA)         | NP-10                         |
| 72                            | Oscar Gatto (ITA)             | 113e                          |
| 73                            | Francesco Failli (ITA)        | 58e                           |
| 74                            | Matteo Rabottini (ITA)        | 60e                           |
| 75                            | Andrea Guardini (ITA)         | DQ-20                         |
| 76                            | Elia Favilli (ITA)            | NP-19                         |
| 77                            | Pierpaolo De Negri (ITA)      | 120e                          |
| 78                            | Luca Mazzanti (ITA)           | 116e                          |
| 79                            | Alfredo Balloni (ITA)         | NP-19                         |

| FDJ-BigMat FDJ | FDJ-BigMat FDJ         | FDJ-BigMat FDJ |
| -------------- | ---------------------- | -------------- |
| Num            | Coureur                | Pos            |
| 81             | Sandy Casar (FRA)      | 25e            |
| 82             | Mickaël Delage (FRA)   | 144e           |
| 83             | Arnaud Démare (FRA)    | AB-14          |
| 84             | William Bonnet (FRA)   | NP-12          |
| 85             | Francis Mourey (FRA)   | 78e            |
| 86             | Geoffrey Soupe (FRA)   | 76e            |
| 87             | Gabriel Rasch (NOR)    | 151e           |
| 88             | Dominique Rollin (CAN) | DQ-20          |
| 89             | Jussi Veikkanen (FIN)  | 146e           |

| Garmin-Barracuda GRS | Garmin-Barracuda GRS               | Garmin-Barracuda GRS |
| -------------------- | ---------------------------------- | -------------------- |
| Num                  | Coureur                            | Pos                  |
| 91                   | Tyler Farrar (USA)                 | AB-6                 |
| 92                   | Sébastien Rosseler (BEL)           | 125e                 |
| 93                   | Jack Bauer (NZL)                   | 114e                 |
| 94                   | Ramūnas Navardauskas (LTU) (route) | 137e                 |
| 95                   | Ryder Hesjedal (CAN)               | 1er                  |
| 96                   | Robert Hunter (RSA) (route)        | DQ-20                |
| 97                   | Alex Rasmussen (DEN)               | 150e                 |
| 98                   | Peter Stetina (USA)                | 27e                  |
| 99                   | Christian Vande Velde (USA)        | 22e                  |

| Orica-GreenEDGE OGE | Orica-GreenEDGE OGE                | Orica-GreenEDGE OGE |
| ------------------- | ---------------------------------- | ------------------- |
| Num                 | Coureur                            | Pos                 |
| 100                 | Matthew Goss (AUS)                 | NP-14               |
| 101                 | Fumiyuki Beppu (JPN) (chrono)      | 121e                |
| 102                 | Jack Bobridge (AUS)                | AB-20               |
| 103                 | Daryl Impey (RSA)                  | NP-17               |
| 104                 | Jens Keukeleire (BEL)              | 127e                |
| 105                 | Brett Lancaster (AUS)              | NP-14               |
| 106                 | Christian Meier (CAN)              | 135e                |
| 107                 | Svein Tuft (CAN) (route et chrono) | 148e                |
| 109                 | Tomas Vaitkus (LTU)                | AB-17               |

| Katusha KAT | Katusha KAT                         | Katusha KAT |
| ----------- | ----------------------------------- | ----------- |
| Num         | Coureur                             | Pos         |
| 111         | Joaquim Rodríguez (ESP)             | 2e          |
| 112         | Pavel Brutt (RUS) (route)           | 95e         |
| 113         | Mikhail Ignatiev (RUS) (chrono)     | 143e        |
| 114         | Alexander Kristoff (NOR) (route)    | 149e        |
| 115         | Aliaksandr Kuschynski (BLR) (route) | 118e        |
| 116         | Alberto Losada (ESP)                | 54e         |
| 117         | Daniel Moreno (ESP)                 | 20e         |
| 118         | Gatis Smukulis (LAT) (chrono)       | 84e         |
| 119         | Ángel Vicioso (ESP)                 | 69e         |

| Liquigas-Cannondale LIQ | Liquigas-Cannondale LIQ    | Liquigas-Cannondale LIQ |
| ----------------------- | -------------------------- | ----------------------- |
| Num                     | Coureur                    | Pos                     |
| 121                     | Ivan Basso (ITA)           | 5e                      |
| 122                     | Valerio Agnoli (ITA)       | 57e                     |
| 123                     | Maciej Bodnar (POL)        | 117e                    |
| 124                     | Eros Capecchi (ITA)        | 37e                     |
| 125                     | Damiano Caruso (ITA)       | 24e                     |
| 126                     | Paolo Longo Borghini (ITA) | 108e                    |
| 127                     | Cristiano Salerno (ITA)    | 105e                    |
| 128                     | Sylwester Szmyd (POL)      | 28e                     |
| 129                     | Fabio Sabatini (ITA)       | 79e                     |

| Lotto-Belisol LTB | Lotto-Belisol LTB      | Lotto-Belisol LTB |
| ----------------- | ---------------------- | ----------------- |
| Num               | Coureur                | Pos               |
| 131               | Bart De Clercq (BEL)   | 40e               |
| 132               | Brian Bulgaç (NED)     | 102e              |
| 133               | Francis De Greef (BEL) | 19e               |
| 134               | Lars Bak (DEN)         | 72e               |
| 135               | Gaëtan Bille (BEL)     | AB-17             |
| 136               | Adam Hansen (AUS)      | 94e               |
| 137               | Olivier Kaisen (BEL)   | 142e              |
| 138               | Gianni Meersman (BEL)  | AB-7              |
| 139               | Dennis Vanendert (BEL) | 133e              |

| Movistar Team MOV | Movistar Team MOV               | Movistar Team MOV |
| ----------------- | ------------------------------- | ----------------- |
| Num               | Coureur                         | Pos               |
| 141               | Giovanni Visconti (ITA) (route) | AB-15             |
| 142               | Marzio Bruseghin (ITA)          | 17e               |
| 143               | José Herrada (ESP)              | 44e               |
| 144               | Beñat Intxausti (ESP)           | 38e               |
| 145               | Pablo Lastras (ESP)             | AB-6              |
| 146               | Andrey Amador (CRC)             | 29e               |
| 147               | Sergio Pardilla (ESP)           | 18e               |
| 148               | Branislau Samoilau (BLR)        | 43e               |
| 149               | Francisco Ventoso (ESP)         | 92e               |

| Omega Pharma-Quick Step OPQ | Omega Pharma-Quick Step OPQ | Omega Pharma-Quick Step OPQ |
| --------------------------- | --------------------------- | --------------------------- |
| Num                         | Coureur                     | Pos                         |
| 151                         | Dario Cataldo (ITA)         | 12e                         |
| 152                         | Marco Bandiera (ITA)        | 140e                        |
| 153                         | Francesco Chicchi (ITA)     | AB-19                       |
| 154                         | Michał Gołaś (POL)          | 93e                         |
| 155                         | Nikolas Maes (BEL)          | 106e                        |
| 156                         | Serge Pauwels (BEL)         | 47e                         |
| 157                         | Michał Kwiatkowski (POL)    | 136e                        |
| 158                         | Martin Velits (SVK)         | NP-18                       |
| 159                         | Julien Vermote (BEL)        | 89e                         |

| Rabobank RAB | Rabobank RAB                | Rabobank RAB |
| ------------ | --------------------------- | ------------ |
| Num          | Coureur                     | Pos          |
| 161          | Mark Renshaw (AUS)          | NP-14        |
| 162          | Juan Manuel Gárate (ESP)    | 59e          |
| 163          | Theo Bos (NED)              | NP-17        |
| 164          | Tom Leezer (NED)            | AB-11        |
| 165          | Stef Clement (NED) (chrono) | 71e          |
| 166          | Grischa Niermann (GER)      | 55e          |
| 167          | Tom-Jelte Slagter (NED)     | 30e          |
| 168          | Graeme Brown (AUS)          | AB-15        |
| 169          | Dennis van Winden (NED)     | AB-8         |

| RadioShack-Nissan RNT | RadioShack-Nissan RNT          | RadioShack-Nissan RNT |
| --------------------- | ------------------------------ | --------------------- |
| Num                   | Coureur                        | Pos                   |
| 171                   | Fränk Schleck (LUX) (route)    | AB-15                 |
| 172                   | Jan Bakelants (BEL)            | 34e                   |
| 173                   | Daniele Bennati (ITA)          | NP-8                  |
| 174                   | Ben Hermans (BEL)              | 73e                   |
| 175                   | Giacomo Nizzolo (ITA)          | 130e                  |
| 176                   | Nélson Oliveira (POR) (chrono) | 64e                   |
| 177                   | Thomas Rohregger (AUT)         | 31e                   |
| 178                   | Jesse Sergent (NZL)            | 139e                  |
| 179                   | Oliver Zaugg (SUI)             | 56e                   |

| Team Sky SKY | Team Sky SKY                 | Team Sky SKY |
| ------------ | ---------------------------- | ------------ |
| Num          | Coureur                      | Pos          |
| 181          | Mark Cavendish (GBR) (route) | 145e         |
| 182          | Bernhard Eisel (AUT)         | 152e         |
| 183          | Juan Antonio Flecha (ESP)    | 36e          |
| 184          | Sergio Henao (COL)           | 9e           |
| 185          | Peter Kennaugh (GBR)         | AB-17        |
| 186          | Ian Stannard (GBR)           | 132e         |
| 187          | Jeremy Hunt (GBR)            | NP-15        |
| 188          | Geraint Thomas (GBR)         | 80e          |
| 189          | Rigoberto Urán (COL)         | 7e           |

| NetApp APP | NetApp APP                | NetApp APP |
| ---------- | ------------------------- | ---------- |
| Num        | Coureur                   | Pos        |
| 191        | Cesare Benedetti (ITA)    | 107e       |
| 192        | Jan Bárta (CZE)           | 65e        |
| 193        | Timon Seubert (GER)       | AB-20      |
| 194        | Andreas Schillinger (GER) | 154e       |
| 195        | Bartosz Huzarski (POL)    | 70e        |
| 196        | Reto Hollenstein (SUI)    | AB-13      |
| 197        | Andreas Dietziker (SUI)   | 109e       |
| 198        | Matthias Brändle (AUT)    | 111e       |
| 199        | Daniel Schorn (AUT)       | 124e       |

| Saxo Bank SAX | Saxo Bank SAX               | Saxo Bank SAX |
| ------------- | --------------------------- | ------------- |
| Num           | Coureur                     | Pos           |
| 201           | Matteo Tosatto (ITA)        | 104e          |
| 202           | Anders Lund (DEN)           | 112e          |
| 203           | Volodymyr Gustov (UKR)      | 63e           |
| 204           | Jonas Aaen Jørgensen (DEN)  | 141e          |
| 205           | Juan José Haedo (ARG)       | NP-14         |
| 206           | Luke Roberts (AUS)          | 115e          |
| 207           | Mads Christensen (DEN)      | AB-12         |
| 208           | Manuele Boaro (ITA)         | 131e          |
| 209           | Lucas Sebastián Haedo (ARG) | 128e          |

| Vacansoleil-DCM VCD | Vacansoleil-DCM VCD                       | Vacansoleil-DCM VCD |
| ------------------- | ----------------------------------------- | ------------------- |
| Num                 | Coureur                                   | Pos                 |
| 211                 | Matteo Carrara (ITA)                      | 96e                 |
| 212                 | Thomas De Gendt (BEL)                     | 3e                  |
| 213                 | Romain Feillu (FRA)                       | AB-6                |
| 214                 | Sergueï Lagoutine (UZB) (route)           | 32e                 |
| 215                 | Gustav Larsson (SWE) (chrono)             | 35e                 |
| 216                 | Tomasz Marczyński (POL) (route et chrono) | HD-12               |
| 217                 | Martijn Keizer (NED)                      | 126e                |
| 218                 | Stefan Denifl (AUT)                       | 75e                 |
| 219                 | Mirko Selvaggi (ITA)                      | 122e                |

| Lampre-ISD LAM | Lampre-ISD LAM                | Lampre-ISD LAM |
| -------------- | ----------------------------- | -------------- |
| Num            | Coureur                       | Pos            |
| 1              | Michele Scarponi (ITA)        | 4e             |
| 2              | Damiano Cunego (ITA)          | 6e             |
| 3              | Diego Ulissi (ITA)            | 21e            |
| 4              | Matteo Bono (ITA)             | 99e            |
| 5              | Adriano Malori (ITA) (chrono) | 68e            |
| 6              | Przemysław Niemiec (POL)      | 39e            |
| 7              | Daniele Pietropolli (ITA)     | 91e            |
| 8              | Daniele Righi (ITA)           | 101e           |
| 9              | Alessandro Spezialetti (ITA)  | 77e            |

| AG2R La Mondiale ALM | AG2R La Mondiale ALM      | AG2R La Mondiale ALM |
| -------------------- | ------------------------- | -------------------- |
| Num                  | Coureur                   | Pos                  |
| 11                   | John Gadret (FRA)         | 11e                  |
| 12                   | Manuel Belletti (ITA)     | AB-15                |
| 13                   | Julien Bérard (FRA)       | 110e                 |
| 14                   | Guillaume Bonnafond (FRA) | 90e                  |
| 15                   | Hubert Dupont (FRA)       | 16e                  |
| 16                   | Ben Gastauer (LUX)        | 67e                  |
| 17                   | Gregor Gazvoda (SLO)      | 134e                 |
| 18                   | Matteo Montaguti (ITA)    | 81e                  |
| 19                   | Mathieu Perget (FRA)      | 53e                  |

| Androni Giocattoli-Venezuela AND | Androni Giocattoli-Venezuela AND | Androni Giocattoli-Venezuela AND |
| -------------------------------- | -------------------------------- | -------------------------------- |
| Num                              | Coureur                          | Pos                              |
| 21                               | José Rujano (VEN)                | AB-19                            |
| 22                               | José Serpa (COL)                 | 87e                              |
| 23                               | Emanuele Sella (ITA)             | 45e                              |
| 24                               | Roberto Ferrari (ITA)            | 147e                             |
| 25                               | Fabio Felline (ITA)              | 50e                              |
| 26                               | Alessandro De Marchi (ITA)       | 98e                              |
| 27                               | Miguel Ángel Rubiano (COL)       | 62e                              |
| 28                               | Carlos José Ochoa (VEN)          | NP-18                            |
| 29                               | Jackson Rodríguez (VEN)          | 49e                              |

| Astana AST | Astana AST                | Astana AST |
| ---------- | ------------------------- | ---------- |
| Num        | Coureur                   | Pos        |
| 31         | Roman Kreuziger (CZE)     | 15e        |
| 32         | Enrico Gasparotto (ITA)   | 66e        |
| 33         | Paolo Tiralongo (ITA)     | 23e        |
| 34         | Simone Ponzi (ITA)        | 88e        |
| 35         | Aleksandr Dyachenko (KAZ) | 119e       |
| 36         | Andrey Zeits (KAZ)        | 85e        |
| 37         | Kevin Seeldraeyers (BEL)  | 33e        |
| 38         | Evgueni Petrov (RUS)      | 61e        |
| 39         | Tanel Kangert (EST)       | 26e        |

| BMC Racing Team BMC | BMC Racing Team BMC      | BMC Racing Team BMC |
| ------------------- | ------------------------ | ------------------- |
| Num                 | Coureur                  | Pos                 |
| 41                  | Thor Hushovd (NOR)       | AB-6                |
| 42                  | Alessandro Ballan (ITA)  | 103e                |
| 43                  | Mathias Frank (SUI)      | 83e                 |
| 44                  | Taylor Phinney (USA)     | 155e                |
| 45                  | Marco Pinotti (ITA)      | 41e                 |
| 46                  | Mauro Santambrogio (ITA) | 86e                 |
| 47                  | Ivan Santaromita (ITA)   | 52e                 |
| 48                  | Johann Tschopp (SUI)     | 14e                 |
| 49                  | Danilo Wyss (SUI)        | 82e                 |

| Colnago-CSF Inox COG | Colnago-CSF Inox COG     | Colnago-CSF Inox COG |
| -------------------- | ------------------------ | -------------------- |
| Num                  | Coureur                  | Pos                  |
| 51                   | Domenico Pozzovivo (ITA) | 8e                   |
| 52                   | Sacha Modolo (ITA)       | 138e                 |
| 53                   | Enrico Battaglin (ITA)   | 74e                  |
| 54                   | Gianluca Brambilla (ITA) | 13e                  |
| 55                   | Stefano Pirazzi (ITA)    | 46e                  |
| 56                   | Sonny Colbrelli (ITA)    | 100e                 |
| 57                   | Stefano Locatelli (ITA)  | NP-16                |
| 58                   | Angelo Pagani (ITA)      | 97e                  |
| 59                   | Marco Coledan (ITA)      | 153e                 |

| Euskaltel-Euskadi EUS | Euskaltel-Euskadi EUS | Euskaltel-Euskadi EUS |
| --------------------- | --------------------- | --------------------- |
| Num                   | Coureur               | Pos                   |
| 61                    | Mikel Nieve (ESP)     | 10e                   |
| 62                    | Adrián Sáez (ESP)     | 156e                  |
| 63                    | Ion Izagirre (ESP)    | 48e                   |
| 64                    | Miguel Mínguez (ESP)  | 157e                  |
| 65                    | Pierre Cazaux (FRA)   | 123e                  |
| 66                    | Víctor Cabedo (ESP)   | 129e                  |
| 67                    | Iván Velasco (ESP)    | DQ-20                 |
| 68                    | Amets Txurruka (ESP)  | 42e                   |
| 69                    | Juan José Oroz (ESP)  | 51e                   |

| Farnese Vini-Selle Italia FAR | Farnese Vini-Selle Italia FAR | Farnese Vini-Selle Italia FAR |
| ----------------------------- | ----------------------------- | ----------------------------- |
| Num                           | Coureur                       | Pos                           |
| 71                            | Filippo Pozzato (ITA)         | NP-10                         |
| 72                            | Oscar Gatto (ITA)             | 113e                          |
| 73                            | Francesco Failli (ITA)        | 58e                           |
| 74                            | Matteo Rabottini (ITA)        | 60e                           |
| 75                            | Andrea Guardini (ITA)         | DQ-20                         |
| 76                            | Elia Favilli (ITA)            | NP-19                         |
| 77                            | Pierpaolo De Negri (ITA)      | 120e                          |
| 78                            | Luca Mazzanti (ITA)           | 116e                          |
| 79                            | Alfredo Balloni (ITA)         | NP-19                         |

| FDJ-BigMat FDJ | FDJ-BigMat FDJ         | FDJ-BigMat FDJ |
| -------------- | ---------------------- | -------------- |
| Num            | Coureur                | Pos            |
| 81             | Sandy Casar (FRA)      | 25e            |
| 82             | Mickaël Delage (FRA)   | 144e           |
| 83             | Arnaud Démare (FRA)    | AB-14          |
| 84             | William Bonnet (FRA)   | NP-12          |
| 85             | Francis Mourey (FRA)   | 78e            |
| 86             | Geoffrey Soupe (FRA)   | 76e            |
| 87             | Gabriel Rasch (NOR)    | 151e           |
| 88             | Dominique Rollin (CAN) | DQ-20          |
| 89             | Jussi Veikkanen (FIN)  | 146e           |

| Garmin-Barracuda GRS | Garmin-Barracuda GRS               | Garmin-Barracuda GRS |
| -------------------- | ---------------------------------- | -------------------- |
| Num                  | Coureur                            | Pos                  |
| 91                   | Tyler Farrar (USA)                 | AB-6                 |
| 92                   | Sébastien Rosseler (BEL)           | 125e                 |
| 93                   | Jack Bauer (NZL)                   | 114e                 |
| 94                   | Ramūnas Navardauskas (LTU) (route) | 137e                 |
| 95                   | Ryder Hesjedal (CAN)               | 1er                  |
| 96                   | Robert Hunter (RSA) (route)        | DQ-20                |
| 97                   | Alex Rasmussen (DEN)               | 150e                 |
| 98                   | Peter Stetina (USA)                | 27e                  |
| 99                   | Christian Vande Velde (USA)        | 22e                  |

| Orica-GreenEDGE OGE | Orica-GreenEDGE OGE                | Orica-GreenEDGE OGE |
| ------------------- | ---------------------------------- | ------------------- |
| Num                 | Coureur                            | Pos                 |
| 100                 | Matthew Goss (AUS)                 | NP-14               |
| 101                 | Fumiyuki Beppu (JPN) (chrono)      | 121e                |
| 102                 | Jack Bobridge (AUS)                | AB-20               |
| 103                 | Daryl Impey (RSA)                  | NP-17               |
| 104                 | Jens Keukeleire (BEL)              | 127e                |
| 105                 | Brett Lancaster (AUS)              | NP-14               |
| 106                 | Christian Meier (CAN)              | 135e                |
| 107                 | Svein Tuft (CAN) (route et chrono) | 148e                |
| 109                 | Tomas Vaitkus (LTU)                | AB-17               |

| Katusha KAT | Katusha KAT                         | Katusha KAT |
| ----------- | ----------------------------------- | ----------- |
| Num         | Coureur                             | Pos         |
| 111         | Joaquim Rodríguez (ESP)             | 2e          |
| 112         | Pavel Brutt (RUS) (route)           | 95e         |
| 113         | Mikhail Ignatiev (RUS) (chrono)     | 143e        |
| 114         | Alexander Kristoff (NOR) (route)    | 149e        |
| 115         | Aliaksandr Kuschynski (BLR) (route) | 118e        |
| 116         | Alberto Losada (ESP)                | 54e         |
| 117         | Daniel Moreno (ESP)                 | 20e         |
| 118         | Gatis Smukulis (LAT) (chrono)       | 84e         |
| 119         | Ángel Vicioso (ESP)                 | 69e         |

| Liquigas-Cannondale LIQ | Liquigas-Cannondale LIQ    | Liquigas-Cannondale LIQ |
| ----------------------- | -------------------------- | ----------------------- |
| Num                     | Coureur                    | Pos                     |
| 121                     | Ivan Basso (ITA)           | 5e                      |
| 122                     | Valerio Agnoli (ITA)       | 57e                     |
| 123                     | Maciej Bodnar (POL)        | 117e                    |
| 124                     | Eros Capecchi (ITA)        | 37e                     |
| 125                     | Damiano Caruso (ITA)       | 24e                     |
| 126                     | Paolo Longo Borghini (ITA) | 108e                    |
| 127                     | Cristiano Salerno (ITA)    | 105e                    |
| 128                     | Sylwester Szmyd (POL)      | 28e                     |
| 129                     | Fabio Sabatini (ITA)       | 79e                     |

| Lotto-Belisol LTB | Lotto-Belisol LTB      | Lotto-Belisol LTB |
| ----------------- | ---------------------- | ----------------- |
| Num               | Coureur                | Pos               |
| 131               | Bart De Clercq (BEL)   | 40e               |
| 132               | Brian Bulgaç (NED)     | 102e              |
| 133               | Francis De Greef (BEL) | 19e               |
| 134               | Lars Bak (DEN)         | 72e               |
| 135               | Gaëtan Bille (BEL)     | AB-17             |
| 136               | Adam Hansen (AUS)      | 94e               |
| 137               | Olivier Kaisen (BEL)   | 142e              |
| 138               | Gianni Meersman (BEL)  | AB-7              |
| 139               | Dennis Vanendert (BEL) | 133e              |

| Movistar Team MOV | Movistar Team MOV               | Movistar Team MOV |
| ----------------- | ------------------------------- | ----------------- |
| Num               | Coureur                         | Pos               |
| 141               | Giovanni Visconti (ITA) (route) | AB-15             |
| 142               | Marzio Bruseghin (ITA)          | 17e               |
| 143               | José Herrada (ESP)              | 44e               |
| 144               | Beñat Intxausti (ESP)           | 38e               |
| 145               | Pablo Lastras (ESP)             | AB-6              |
| 146               | Andrey Amador (CRC)             | 29e               |
| 147               | Sergio Pardilla (ESP)           | 18e               |
| 148               | Branislau Samoilau (BLR)        | 43e               |
| 149               | Francisco Ventoso (ESP)         | 92e               |

| Omega Pharma-Quick Step OPQ | Omega Pharma-Quick Step OPQ | Omega Pharma-Quick Step OPQ |
| --------------------------- | --------------------------- | --------------------------- |
| Num                         | Coureur                     | Pos                         |
| 151                         | Dario Cataldo (ITA)         | 12e                         |
| 152                         | Marco Bandiera (ITA)        | 140e                        |
| 153                         | Francesco Chicchi (ITA)     | AB-19                       |
| 154                         | Michał Gołaś (POL)          | 93e                         |
| 155                         | Nikolas Maes (BEL)          | 106e                        |
| 156                         | Serge Pauwels (BEL)         | 47e                         |
| 157                         | Michał Kwiatkowski (POL)    | 136e                        |
| 158                         | Martin Velits (SVK)         | NP-18                       |
| 159                         | Julien Vermote (BEL)        | 89e                         |

| Rabobank RAB | Rabobank RAB                | Rabobank RAB |
| ------------ | --------------------------- | ------------ |
| Num          | Coureur                     | Pos          |
| 161          | Mark Renshaw (AUS)          | NP-14        |
| 162          | Juan Manuel Gárate (ESP)    | 59e          |
| 163          | Theo Bos (NED)              | NP-17        |
| 164          | Tom Leezer (NED)            | AB-11        |
| 165          | Stef Clement (NED) (chrono) | 71e          |
| 166          | Grischa Niermann (GER)      | 55e          |
| 167          | Tom-Jelte Slagter (NED)     | 30e          |
| 168          | Graeme Brown (AUS)          | AB-15        |
| 169          | Dennis van Winden (NED)     | AB-8         |

| RadioShack-Nissan RNT | RadioShack-Nissan RNT          | RadioShack-Nissan RNT |
| --------------------- | ------------------------------ | --------------------- |
| Num                   | Coureur                        | Pos                   |
| 171                   | Fränk Schleck (LUX) (route)    | AB-15                 |
| 172                   | Jan Bakelants (BEL)            | 34e                   |
| 173                   | Daniele Bennati (ITA)          | NP-8                  |
| 174                   | Ben Hermans (BEL)              | 73e                   |
| 175                   | Giacomo Nizzolo (ITA)          | 130e                  |
| 176                   | Nélson Oliveira (POR) (chrono) | 64e                   |
| 177                   | Thomas Rohregger (AUT)         | 31e                   |
| 178                   | Jesse Sergent (NZL)            | 139e                  |
| 179                   | Oliver Zaugg (SUI)             | 56e                   |

| Team Sky SKY | Team Sky SKY                 | Team Sky SKY |
| ------------ | ---------------------------- | ------------ |
| Num          | Coureur                      | Pos          |
| 181          | Mark Cavendish (GBR) (route) | 145e         |
| 182          | Bernhard Eisel (AUT)         | 152e         |
| 183          | Juan Antonio Flecha (ESP)    | 36e          |
| 184          | Sergio Henao (COL)           | 9e           |
| 185          | Peter Kennaugh (GBR)         | AB-17        |
| 186          | Ian Stannard (GBR)           | 132e         |
| 187          | Jeremy Hunt (GBR)            | NP-15        |
| 188          | Geraint Thomas (GBR)         | 80e          |
| 189          | Rigoberto Urán (COL)         | 7e           |

| NetApp APP | NetApp APP                | NetApp APP |
| ---------- | ------------------------- | ---------- |
| Num        | Coureur                   | Pos        |
| 191        | Cesare Benedetti (ITA)    | 107e       |
| 192        | Jan Bárta (CZE)           | 65e        |
| 193        | Timon Seubert (GER)       | AB-20      |
| 194        | Andreas Schillinger (GER) | 154e       |
| 195        | Bartosz Huzarski (POL)    | 70e        |
| 196        | Reto Hollenstein (SUI)    | AB-13      |
| 197        | Andreas Dietziker (SUI)   | 109e       |
| 198        | Matthias Brändle (AUT)    | 111e       |
| 199        | Daniel Schorn (AUT)       | 124e       |

| Saxo Bank SAX | Saxo Bank SAX               | Saxo Bank SAX |
| ------------- | --------------------------- | ------------- |
| Num           | Coureur                     | Pos           |
| 201           | Matteo Tosatto (ITA)        | 104e          |
| 202           | Anders Lund (DEN)           | 112e          |
| 203           | Volodymyr Gustov (UKR)      | 63e           |
| 204           | Jonas Aaen Jørgensen (DEN)  | 141e          |
| 205           | Juan José Haedo (ARG)       | NP-14         |
| 206           | Luke Roberts (AUS)          | 115e          |
| 207           | Mads Christensen (DEN)      | AB-12         |
| 208           | Manuele Boaro (ITA)         | 131e          |
| 209           | Lucas Sebastián Haedo (ARG) | 128e          |

| Vacansoleil-DCM VCD | Vacansoleil-DCM VCD                       | Vacansoleil-DCM VCD |
| ------------------- | ----------------------------------------- | ------------------- |
| Num                 | Coureur                                   | Pos                 |
| 211                 | Matteo Carrara (ITA)                      | 96e                 |
| 212                 | Thomas De Gendt (BEL)                     | 3e                  |
| 213                 | Romain Feillu (FRA)                       | AB-6                |
| 214                 | Sergueï Lagoutine (UZB) (route)           | 32e                 |
| 215                 | Gustav Larsson (SWE) (chrono)             | 35e                 |
| 216                 | Tomasz Marczyński (POL) (route et chrono) | HD-12               |
| 217                 | Martijn Keizer (NED)                      | 126e                |
| 218                 | Stefan Denifl (AUT)                       | 75e                 |
| 219                 | Mirko Selvaggi (ITA)                      | 122e                |